# Huangzhuang, Baodi
Huangzhuang är en köping i Kina. Den ligger i storstadsområdet Tianjin, i den norra delen av landet, omkring 49 kilometer nordost om stadens centrum.